# Suśruta-Saṃhitā
Il Suśruta-Saṃhitā (con grafia inglese Sushruta Samhita; in sanscrito सुश्रुतसंहिता) è un antico testo sanscrito di medicina, considerato tra i primi e maggiori testi riguardanti lo studio dettagliato della medicina e della chirurgia. Scritto da Suśruta, è comunemente datato intorno al VI secolo a.C.
È uno dei testi fondatori dell'Ayurveda (la medicina tradizionale indiana), insieme al Caraka-Saṃhitā, Bhela Samhita, e le parti mediche del manoscritto Bower.
Il Sushruta Samhita è diviso in 184 capitoli che contengono le descrizioni di 1,120 malattie, 700 piante medicinali, 64 preparazioni da fonti minerali e 57 da fonti animali. 
Il testo discute le tecniche chirurgiche dell'incisione, indagine, estrazione di corpi estranei, cauterizzazione termica e alcalina, estrazione di denti, escissioni, drenaggio di ascessi, idrocele e fluido ascitico, rimozione della prostata, dilatazione uretrale, estrazione di calcoli, chirurgia per ernie, parto cesareo, gestione delle emorroidi, fistole, ostruzione intestinale e laparotomia, perforazione intestinale, perforazione addominale con protrusione dell'omento; descrive inoltre i principi di gestione delle fratture, cioè trazione, manipolazione, apposizione e stabilizzazione, includendo alcune misure riabilitative e di utilizzo di protesi. Enumera sei tipi di dislocazioni, dodici varianti di fratture, classificando delle ossa e le loro reazioni alle fratture, e dà una categorizzazione delle malattie dell'occhio compresa la cataratta e la sua chirurgia riparatoria.
Il testo fu tradotto in arabo nell'VIII secolo sotto il nome di Kitab-i-Susrud.

## Alcuni contributi
| Angina pectoris, menzione e trattamento | Il concetto di Hritshoola—letteralmente dolore di cuore— era noto a Sushruta. Dwivedi & Dwivedi (2007) sostengono che la sua descrizione: 'incorpora tutte le componenti essenziali della definizione moderna: sito, natura del dolore, fattori aggravanti e attenuanti. Secondo la sua analisi l'angina è un dolore al torace che è precordiale, temporaneo, affaticante, emozionale, bruciante e attenuato dal riposo, collegandola anche all'obesità (medoroga).' |
| Sistema circolatorio, descrizione       | La conoscenza della circolazione dei fluidi vitali (sangue, rakta dhatu, e linfa, rasa dhatu) attraverso il corpo era conosciuta da Sushruta, avendo una conoscenza delle arterie, descritti come canali da Dwivedi & Dwivedi (2007). |
| Diabete, menzione e trattamento         | Sushruta lo identifica e classifica come Madhumeha. Lo collegò con l'obesità e uno stile di vita sedentario, consigliando esercizio fisico per curarlo. |
| Ipertensione, menzione e trattamento    | Sushruta spiega l'ipertensione in un modo molto simile alla moderna descrizione dei sintomi della patologia. |
| Lebbra, menzione e trattamento          | Nell'Encyclopedia Britannica 2008 Kearns & Nash (2008) sostengono che la prima descrizione della lebbra si trovi nel Sushruta Samhita, offrendo anche suggerimenti terapeutici. |
| Obesità, menzione e trattamento         | L'obesità era nota a Sushruta che mise in relazione con il diabete e disturbi cardiaci, raccomandando esercizio fisico per la cura della patologia e dei suoi effetti avversi. |
| Calcoli, menzione e trattamento         | La prima fonte pervenutaci di un'operazione di calcolosi vescicale è riportata nel Sushruta Samhita. L'operazione consisté nell'esposizione e ascesa lungo il pavimento della vescica. |

Inoltre descrive anche la ricostruzione delle labbra (labioplastica) e del naso (rinoplastica), usando un lembo di pelle delle guance.

## Edizioni moderne
L'editio princeps del testo fu preparata da Madhusudan Datta (Calcutta 1835). Una traduzione inglese parziale di U.C. Datta apparve nel 1883. Traduzioni inglesi complete sono state pubblicate da A.M. Kunte (Bombay 1876) e Kunja-lal Bhishagratna (1907-1911; ristampe: 1963, 2006).